# 埃尔克·罗斯特
埃尔克·罗斯特（德語：Elke Rost，20世纪—），德国女子赛艇运动员。她曾代表东德参加荷兰阿姆斯特丹举行的1977年世界赛艇锦标赛，获得女子四人双桨金牌。